# Търкалящи се камъни
„Търкалящи се камъни“ е българско-френски игрален филм (драма, семеен) от 1995 година, по сценарий и режисура на Иван Черкелов. Оператор е Рали Ралчев.

## Актьорски състав
- Георги Черкелов – Бащата
- Стефан Мавродиев – Асен
- Георги Кадурин – Христо
- Александър Трифонов – Александър
- Цветана Манева – Мария
- Катя Паскалева – Майката